# Babe (Sopot)
Babe (em cirílico:Бабе) é uma vila da Sérvia localizada no município de Sopot, pertencente ao distrito de Belgrado, nas regiões de Šumadija e Kosmaj. A sua população era de 332 habitantes segundo o censo de 2002.

## Demografia
| 1948 | 1953 | 1961 | 1971 | 1981 | 1991 | 2002 |
| ---- | ---- | ---- | ---- | ---- | ---- | ---- |
| 606  | 632  | 532  | 371  | 297  | 278  | 232  |